# Caradrina tenebrosa
Caradrina tenebrosa är en fjärilsart som beskrevs av Charles Boursin 1942. Caradrina tenebrosa ingår i släktet Caradrina och familjen nattflyn. Inga underarter finns listade i Catalogue of Life.